# سانت فاليري
سانت فاليري (بالفرنسية: Saint Valery) هي بلدية فرنسية تقع في إقليم واز التابع لمنطقة بيكاردي . يبلغ عدد سكانها حوالي 39 نسمة.